# Pseudosinella kersmaekersi
Pseudosinella kersmaekersi is een springstaartensoort uit de familie van de Entomobryidae. De wetenschappelijke naam van de soort is voor het eerst geldig gepubliceerd in 1974 door Stomp.